# Adolphe Tassin
Pour les articles homonymes, voir Tassin.
Adolphe Tassin, né en 1852 à Antheit et mort en 1923 à Liège, est un peintre belge.

## Biographie

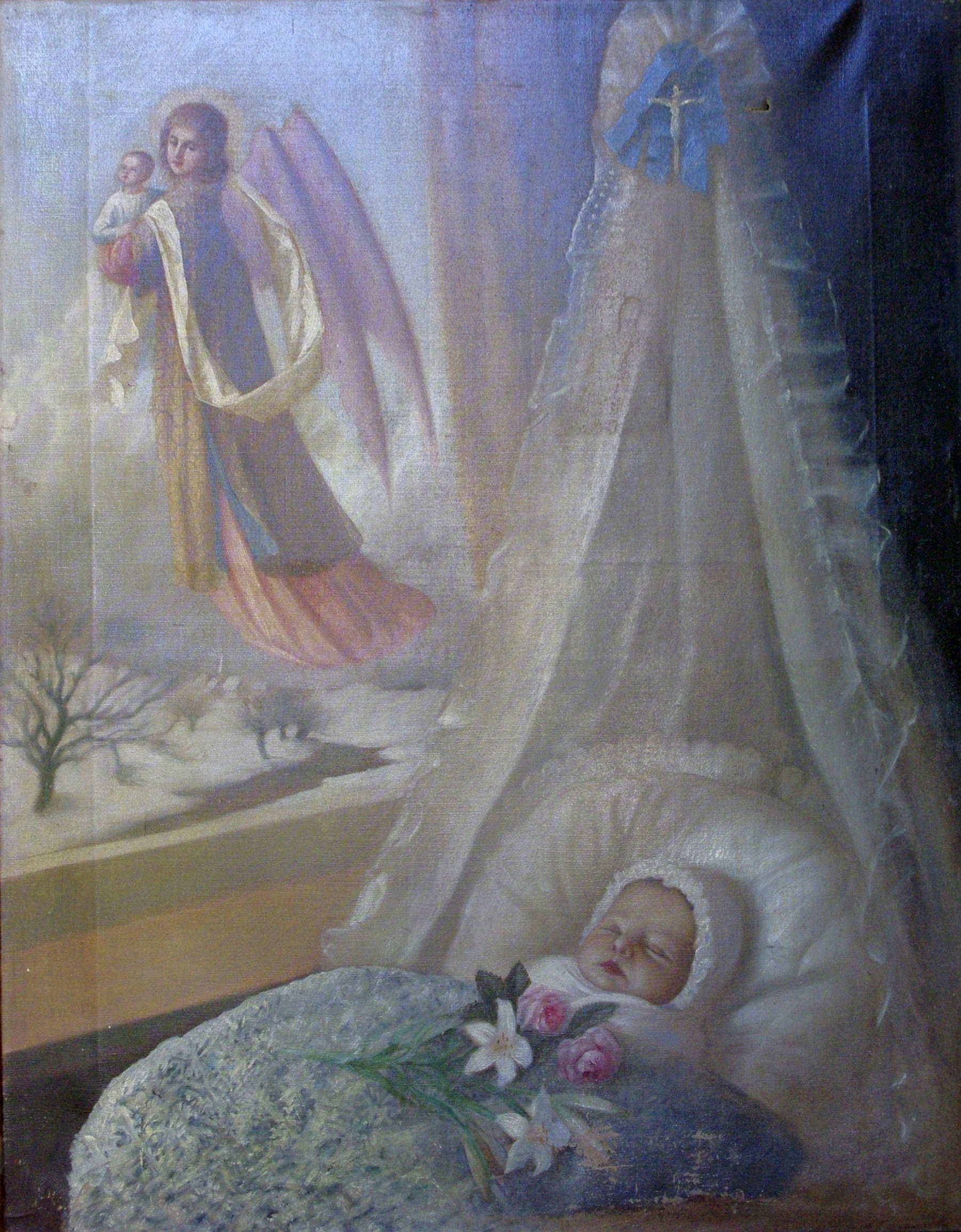
Adolphe Tassin, Léopoldine sa fille mort à 3 jours, 1889

Né à Antheit près de Huy, Adolphe Tassin grandit à la Sarte et fréquente le collège Saint-Quirin à Huy. Formé dans l'atelier du peintre Jules Helbig, Tassin est l'un des principaux représentant du style néogothique dans la peinture belge de la fin du XIXe siècle et du début du XXe siècle.
Un pèlerinage en Terre sainte (1884) et un voyage en Italie (1886), où il découvre l'œuvre de Fra Angelico, contribuent à l'élaboration de son œuvre, inscrite dans le renouveau de l'art sacré inspiré notamment par l'architecte et décorateur Jean-Baptiste Bethune.
- 1880 environ : chemin de croix à l'église Notre-Dame à Seraing.
- 1888 : chemin de croix à l'église Notre-Dame à Seny.
- 1888 : retable du Sacré-Cœur, dans l'église Saint-Hubert de Jalhay (Surister).
- 1889 : retable de la Sainte Vierge, dans l'église Saint-Hubert de Jalhay (Surister).
- 1890-1891 : chemin de croix à l'église Saint-Martin à Ferrières.
- 1890-1891 : panneaux (les Mystères du rosaire) à l'église Notre-Dame de la Sarte à Huy.
- 1896-1897 : église Saint-Louis à Liège (architecte Clément Léonard).
- 1899 : dernière cène à l'église Saint-Jacques à Harzé.
- 1899-1902 : cathédrale Saint-Paul à Liège.
- 1902-1907 : basilique Saint-Martin à Liège : Scènes de la vie de saint Martin de Tours et Institution de la Fête-Dieu (peinture murale).
- 1907-1913 : église Saints-Antoine-Ermite-et-Apolline à Pepinster (architecte Clément Léonard).
- 1910 : chapelle des Dominicains à Washington (District of Columbia).